# قطعنامه ۲۲۰ شورای امنیت
قطعنامه  ۲۲۰ شورای امنیت سازمان ملل متحد که در تاریخ ۱۶ مارس ۱۹۶۶ تصویب شد، سندی بین‌المللی دربارهٔ مسئلهٔ قبرس است. این قطعنامه طی نشست ۱۲۷۵ام 
با ۱۵ موافق،۰ مخالف و۰ ممتنع تصویب شد.